# Мунация Планцина
Муна́ция Планци́на (лат. Munatia Plancina; умерла в 33 году, Рим, Римская империя) — древнеримская матрона и политическая деятельница.

## Биография
Планцина происходила из неименитого плебейского рода Мунациев и приходилась дочерью Луцию Мунацию Планку, который на заключительном этапе Галльской войны в качестве легата служил в проконсульской армии Гая Юлия Цезаря, а в 43 году до н. э., по воле погибшего диктатора, получил консульство на следующий год.
Известно, что Мунация являлась женой Гнея Кальпурния Пизона, ординарного консула 7 года до н. э., в браке с которым родила двух сыновей.
В 18 году, когда её муж был по решению императора Тиберия назначен наместником Сирии на смену Германику, последовала туда вместе с ним. Гордая своим богатством, знатностью рода и связями с императорским домом — она пользовалась дружбой Ливии Августы, — Планцина разделяла нерасположение Тиберия к Германику и, вероятно, не без ведома Ливии и Тиберия по приезде в Сирию начала враждебные действия против Германика и находилась в очень плохих отношениях с супругой последнего, Агриппиной. Когда последний заключил союз с одним из Аршакидов, Пизон и Планцина открыто поддержали его противника, изгнанного из Парфии Вонона.
Когда после путешествия по Египту Германик вернулся в Сирию, Пизон и Планцина стали распространять о нём разные нелицеприятные слухи и сплетни, Планцина при этом вела агитацию даже среди солдат. В 19 году Германик — как полагают, от яда — тяжело заболел и умер. Узнав о его смерти, Планцина сняла траур, который носила по случаю смерти своей сестры, и нарядилась в праздничные одежды, вместе с супругом открыто выказав радость по этому поводу. Приехав в Рим, она, несмотря на всеобщую печаль, устроила торжественный пир в своём дворце, чем возбудила негодование народа, уже ранее подозревавшего её и её мужа в смерти Германика. Начатый по этому поводу процесс завершился самоубийством Пизона, считавшего решение суда предопределённым; Планцина была помилована благодаря заступничеству Ливии. В 33 году, после смерти Агриппины и Ливии, Планцина была вновь привлечена к суду за какие-то преступления (возможно, вновь за убийство Германика) и кончила жизнь самоубийством до окончания дела.